# Feldhockey-Bundesliga 2019–21 (Damen)
Die Saison 2019–2021 der Feldhockey-Bundesliga der Damen begann am 7. September 2019. Der Spielmodus der Hin- und Rückrunde wurde in dieser Saison geändert. Es gab eine Hinrunde Jeder gegen jeden, die Rückrunde fand verkürzt in zwei Sechsergruppen statt. Danach gab es Play-off-Viertelfinals zwischen den ersten vier Plätzen der Sechsergruppen und Abstiegsspiele zwischen den 5. und 6.-Platzierten.
Nach der Winterpause wurde aufgrund der Covid-19-Pandemie der Spielbetrieb zur Rückrunde nicht wieder aufgenommen. Während der pandemiebedingten Spielpause gab es verbandsinterne Abstimmungsprozesse für den weiteren Spielbetrieb und es wurde beschlossen, die Saison 2019/20 nicht als solche fortzuführen, sondern die Ergebnisse der Hinrunde als Start der eigentlich im Herbst startenden Saison 2020/21 zu nehmen, und somit eine Doppelsaison zu spielen.
Die Endrunde der in den Halbfinals ermittelten Teams fand erneut gemeinsam mit den Herren am 8. und 9. Mai 2021 statt.

## Hauptrunde

### Hinrunde 2019
| Platz | Club                    | Spiele | Tore  | Punkte |
| ----- | ----------------------- | ------ | ----- | ------ |
| 1.    | Mannheimer HC           | 11     | 26:7  | 30     |
| 2.    | UHC Hamburg             | 11     | 38:16 | 25     |
| 3.    | Düsseldorfer HC         | 11     | 31:12 | 25     |
| 4.    | Club an der Alster (M)  | 11     | 29:15 | 25     |
| 5.    | Rot-Weiss Köln          | 11     | 26:12 | 24     |
| 6.    | Harvestehuder THC       | 11     | 21:23 | 13     |
| 7.    | Rüsselsheimer RK (N)    | 11     | 23:27 | 11     |
| 8.    | Berliner HC             | 11     | 11:18 | 11     |
| 9.    | Uhlenhorst Mülheim      | 11     | 15:26 | 11     |
| 10.   | Münchner SC             | 11     | 9:24  | 8      |
| 11.   | Zehlendorfer Wespen     | 11     | 11:45 | 3      |
| 12.   | Großflottbeker THGC (N) | 11     | 7:22  | 2      |

Endstand zur Winterpause (Stand 19. Oktober 2019, Winterpause)

### Rückrunde 2020
| Platz | Club                    | Spiele | Tore  | Punkte |
| ----- | ----------------------- | ------ | ----- | ------ |
| 1.    | Mannheimer HC           | 22     | 40:13 | 52     |
| 2.    | UHC Hamburg             | 22     | 68:26 | 51     |
| 3.    | Rot-Weiss Köln          | 22     | 58:23 | 50     |
| 4.    | Düsseldorfer HC         | 22     | 61:22 | 49     |
| 5.    | Club an der Alster (M)  | 22     | 64:29 | 43     |
| 6.    | Harvestehuder THC       | 22     | 34:35 | 28     |
| 7.    | Uhlenhorst Mülheim      | 22     | 27:50 | 26     |
| 8.    | Berliner HC             | 22     | 22:35 | 23     |
| 9.    | Rüsselsheimer RK (N)    | 22     | 33:62 | 16     |
| 10.   | Münchner SC             | 22     | 15:41 | 14     |
| 11.   | Großflottbeker THGC (N) | 22     | 19:43 | 10     |
| 12.   | Zehlendorfer Wespen     | 22     | 18:80 | 7      |

Endstand zur Winterpause (Stand 31. Oktober 2020, Winterpause)

### Staffeltabellen
Spiele zählen aus der Hin- und Rückrunde.
Legende:

| (M) | Deutscher Meister 2019              |
| (N) | Aufsteiger aus der 2. Bundesliga    |
|     | Qualifikation für das Viertelfinale |
|     | Spiele um den Abstieg               |

| Platz | Club                    | Spiele | Tore  | Punkte |
| ----- | ----------------------- | ------ | ----- | ------ |
| 1.    | Mannheimer HC           | 27     | 45:19 | 61     |
| 2.    | Club an der Alster (M)  | 27     | 80:31 | 58     |
| 3.    | Rot-Weiss Köln          | 27     | 69:35 | 57     |
| 4.    | Harvestehuder THC       | 27     | 42:44 | 35     |
| 5.    | Münchner SC             | 27     | 23:54 | 19     |
| 6.    | Großflottbeker THGC (N) | 27     | 25:55 | 7      |

| Platz | Club                 | Spiele | Tore   | Punkte |
| ----- | -------------------- | ------ | ------ | ------ |
| 1.    | Düsseldorfer HC      | 27     | 77:24  | 64     |
| 2.    | UHC Hamburg          | 27     | 80:29  | 60     |
| 3.    | Berliner HC          | 27     | 30:40  | 32     |
| 4.    | Uhlenhorst Mülheim   | 27     | 35:59  | 32     |
| 5.    | Rüsselsheimer RK (N) | 27     | 45:71  | 30     |
| 6.    | Zehlendorfer Wespen  | 27     | 19:109 | 7      |

Endstand nach Ende der Hauptrunde (18. April 2021)

## Endrunde

### Viertelfinale
Die Viertelfinalrunde wurde an den Wochenenden 24./25. April und 1./2. Mai 2021 gemeinsam mit den Herren ausgetragen. Ins Finale zieht jeweils die Mannschaft ein, die zuerst zwei Spiele für sich entscheiden kann. Sollte es keinen Sieger nach der regulären Spielzeit geben, gibt es einen Shoot-Out-Wettbewerb (Penalty-Schießen).
|                                      | Hinspiel            | Rückspiel           | 3. Spiel  |
| ------------------------------------ | ------------------- | ------------------- | --------- |
| Harvestehuder THC – Düsseldorfer HC  | 1:2 (1:0)           | 0:2 (0:0)           | –         |
| Uhlenhorst Mülheim – Mannheimer HC   | 4:6 n.SO (3:3, 0:0) | 4:3 n.SO (2:2, 0:1) | 0:4 (0:1) |
| KTHC Stadion Rot-Weiss – UHC Hamburg | 5:6 n.SO (3:3, 1:1) | 6:5 n.SO (3:3, 2:1) | 3:2 (2:2) |
| Berliner HC – Der Club an der Alster | 0:6 (0:3)           | 0:1 (0:1)           | –         |

### Final Four
Die Endrunde wird am Wochenende 8. und 9. Mai 2021 gemeinsam mit den Herren ausgetragen.
Sollte es keinen Sieger nach der regulären Spielzeit geben, gibt es einen Shoot-Out-Wettbewerb (Penalty-Schießen).
| Halbfinale, Samstag, 8. Mai 2021 | Halbfinale, Samstag, 8. Mai 2021 | Halbfinale, Samstag, 8. Mai 2021 |  |  | Finale, Sonntag, 9. Mai 2021 | Finale, Sonntag, 9. Mai 2021 | Finale, Sonntag, 9. Mai 2021 |
|                                  |                                  |                                  |  |  |                              |                              |                              |
| VF1                              | Düsseldorfer HC                  | 3                                |  |  |                              |                              |                              |
| VF4                              | Club an der Alster               | 2                                |  |  |                              |                              |                              |
| n.SO (0:0, 0:0)                  | n.SO (0:0, 0:0)                  | n.SO (0:0, 0:0)                  |  |  | H1                           | Düsseldorfer HC              | 4                            |
|                                  |                                  |                                  |  |  | H2                           | Mannheimer HC                | 3                            |
| VF2                              | Mannheimer HC                    | 5                                |  |  | n.SO (1:1, 1:0)              | n.SO (1:1, 1:0)              | n.SO (1:1, 1:0)              |
| VF3                              | Rot-Weiss Köln                   | 4                                |  |  |                              |                              |                              |
| n.SO (1:1, 0:0)                  |                                  |                                  |  |  |                              |                              |                              |

| Deutscher Feldhockeymeister der Damen 2021 Düsseldorfer HC | Kader: Nathalie Kubalski, Martha Cisik, Annika Marie Sprink, Pia Lhotak, Luca Scheuten, Lil-Sophie Achterwinter, Emma Sophie Heßler, Lisa Nolte, Selin Oruz, Luisa Steindor, Julia Drechshage, Tessa-Margot Schubert, Sara Strauß, Sophia Schwabe, Carina Salz, Lilly Stoffelsma, Patricia Strunk |

## Auf- und Abstieg

### Playdown-Runde
|                                        | Hinspiel  | Rückspiel           | 3. Spiel            |
| -------------------------------------- | --------- | ------------------- | ------------------- |
| Großflottbeker THGC – Rüsselsheimer RK | 0:2 (0:2) | 6:5 n.SO (2:2, 2:1) | 5:3 n.SO (1:1, 0:1) |
| Zehlendorfer Wespen – Münchner SC      | 1:2 (0:1) | 0:3 (0:1)           | –                   |

Absteiger in die 2. Bundesliga 2021/22 waren die Zehlendorfer Wespen und der Rüsselsheimer RK in die Gruppe Süd.

### Aufstieg
Aufgrund der Covid-19-Pandemie wurde in der Spielbetrieb der zweiten Bundesliga ab dem 30. April 2021 ausgesetzt. Eine Entscheidung bezüglich Auf- und Abstiegsregelung aus der zweiten Bundesliga steht bislang aus., später die Ab- und Aufstiegsregelungen beschlossen und letztlich das Teilnehmerfeld der verschiedenen Ligen veröffentlicht: Aufsteiger aus der 2. Bundesliga 19–21 waren der TuS Lichterfelde aus der Gruppe Süd und der Club Raffelberg aus der Gruppe Nord.